# 国際フード製菓専門学校
国際フード製菓専門学校（こくさいフードせいかせんもんがっこう）とは、神奈川県横浜市西区北幸2-9-6にある製菓の専門学校。運営は学校法人誠心学園。

## 概要
神奈川県横浜市に所在し、調理・製菓について学ぶ専門学校。
6つの専門コースを設置し、ライフスタイルに合わせて年数や時間帯を選ぶことが出来る。
製菓製パン技術以外にも、店舗運営やプロデュースを学び、時代に対応できるパティシエやブーランジェの養成を目指している。
基本技術の習得を第一とし、習熟度制という独自のカリキュラムにより一つの技術をクリアしてから次の技術を学ぶという特色がある。

## 設置学科

### 2年制
- 製菓製パン科2年制
  - 洋菓子専攻コース
  - 和菓子専攻コース
  - パン専攻コース

### 1年制
- 製菓製パン科1年制
- 調理師科1年制

### 夜間部
- 製菓製パン科夜間部2年制

## 交通
- 各線「横浜駅」南口下車　徒歩7分。

## 取得可能な資格
- 製菓衛生師
- フードコーディネーター3級
- 専門士
- 調理師免許

## グループ校
- 東京誠心調理師専門学校